# Streblocera denticulata
Streblocera denticulata är en stekelart som beskrevs av De Saeger 1946. Streblocera denticulata ingår i släktet Streblocera och familjen bracksteklar. Inga underarter finns listade i Catalogue of Life.